# Syd Hynes
Syd Hynes (Leeds, Inglaterra, 31 de julio de 1944–Perth, Australia, 11 de diciembre de 2024) fue un jugador y entrenador de rugby de Inglaterra que jugó en la posición de centro.

## Carrera

### Club
Jugó toda su carrera con el Leeds Rhinos de 1965 a 1976, equipo con el que jugó 366 partidos, anotó 158 tries, 156 goles, 32 goles de campo y 850 puntos; fue campeón nacional en dos ocasiones, ganó una vez la desaparecida Liga Premier, una vez la Challenge Cup y una Copa de la Liga.

### Selección nacional
Jugó para Inglaterra en cuatro ocasiones de 1969 a 1970 con la que anotó cinco tries y 15 puntos; además de que también jugó para Reino Unido en 13 ocasiones de 1970 a 1973 con la que anotó cinco tries, dos goles, tres goles de campo y 25 puntos.

### Entrenador
Dirigió a los Leeds Rhinos de 1975 a 1981, equipo con el que ganó la desaparecida Liga Premier en una ocasión, dos veces la Challenge Cup y tres copas del estado.

## Muerte
Hynes murió en Perth, Australia el 11 de diciembre de 2024 a los 80 años a causa de una breve enfermedad.

## Logros

### Jugador
- Primera División de Rugby de Inglaterra (2): 1968-69, 1971-72
- Liga Premier de Rugby de Inglaterra (1): 1974-75
- Liga de Yorkshire (4): 1966–67, 1967–68, 1968–69, 1969–70
- Challenge Cup (1): 1967-68
- Regal Trophy (1): 1972-73
- BBC2 Floodlit Trophy (1): 1970–71
- Copa de Yorkshire (4): 1968–69, 1970–71, 1972–73, 1973–74

### Entrenador
- Liga Premier de Rugby de Inglaterra (1): 1978-79
- Challenge Cup (2): 1976-77, 1977-78
- Copa de Yorkshire (3): 1976–77, 1979–80, 1980–81